# Jérôme Noviant
Jérôme Noviant (24 gennaio 1965) è un ex sciatore alpino francese.

## Biografia
Specialista del supergigante, Noviant in tale specialità vinse la classifica della Coppa Europa 1991 e ottenne due piazzamenti in Coppa del Mondo, il 1º febbraio 1992 a Megève (20º) e il 15 marzo successivo ad Aspen (26º), ultimo risultato della sua carriera. Non prese parte a rassegne olimpiche o iridate.

## Palmarès

### Coppa del Mondo
- Miglior piazzamento in classifica generale: 128º nel 1992

### Coppa Europa
- Vincitore della classifica di supergigante nel 1991

### Campionati francesi
- 3 medaglie (dati parziali, dalla stagione 1985-1986):
  - 3 ori (combinata[senza fonte] nel 1986; slalom gigante[senza fonte] nel 1989; supergigante[senza fonte] nel 1990)